# Simulium semushini
Simulium semushini är en tvåvingeart som beskrevs av Usova och Zinchenko 1992. Simulium semushini ingår i släktet Simulium och familjen knott.
Artens utbredningsområde är Ukraina. Inga underarter finns listade i Catalogue of Life.